# Intro (brano musicale)
Intro è un brano musicale del rapper italiano J-Ax, traccia d'apertura del quinto album in studio Il bello d'esser brutti, pubblicato il 27 gennaio 2015 dalla Newtopia.

## Descrizione
Intro è l'ultimo brano composto da J-Ax per l'album e, secondo quanto dichiarato dal rapper stesso, si tratta di «una riflessione sulla mia vita e sulla mia carriera. Sul sistema in cui ero incastrato. Insomma in questo pezzo ho voluto raccontare tutto il brutto che ho vissuto in questi anni».

## Video musicale
Il videoclip, girato per le strade di Milano, è stato presentato in anteprima da J-Ax il 25 gennaio 2015 attraverso la propria pagina Facebook.

## Tracce
1. Intro (Prezioso Remix Extended) – 3:24
2. Intro (Prezioso Remix Radio Edit) – 2:27

## Classifiche
| Classifica (2015) | Posizione massima |
| ----------------- | ----------------- |
| Italia            | 64                |

## Versione con Bianca Atzei
Il 27 novembre 2015 è stata pubblicata una nuova versione del brano, realizzata in duetto con la cantante italiana Bianca Atzei (che canta il ritornello) ed estratta come secondo singolo dalla riedizione dell'album di J-Ax Il bello d'esser brutti, denominata Multiplatinum Edition.

### Video musicale
Il videoclip, diretto da Fabrizio Conte e Luca Tartaglia e prodotto da Claudio Bellante è stato pubblicato il 30 novembre 2015 attraverso il canale YouTube del rapper. Ambientato nella Val Senales, il video mostra J-Ax sopravvissuto a un incidente aereo che, dopo aver raggiunto la cima, inizia a cantare il brano insieme alla Atzei e alla Labirinto String Orchestra.

### Classifiche
| Classifica (2015)         | Posizione massima |
| ------------------------- | ----------------- |
| Italia                    | 33                |
| Italia (airplay)          | 49                |
| Italia (airplay italiane) | 20                |